# Hanna Kebinger
Hanna Kebinger (Garmisch-Partenkirchen, 26 de noviembre de 1997) es una deportista alemana que compite en biatlón. Ganó una medalla de plata en el Campeonato Mundial de Biatlón de 2023, en la prueba de relevo.

## Palmarés internacional
| Campeonato Mundial | Campeonato Mundial | Campeonato Mundial | Campeonato Mundial |
| Año                | Lugar              | Medalla            | Prueba             |
| ------------------ | ------------------ | ------------------ | ------------------ |
| 2023               | Oberhof (Alemania) | Medalla de plata   | Relevo             |